# 先島諸島火番盛

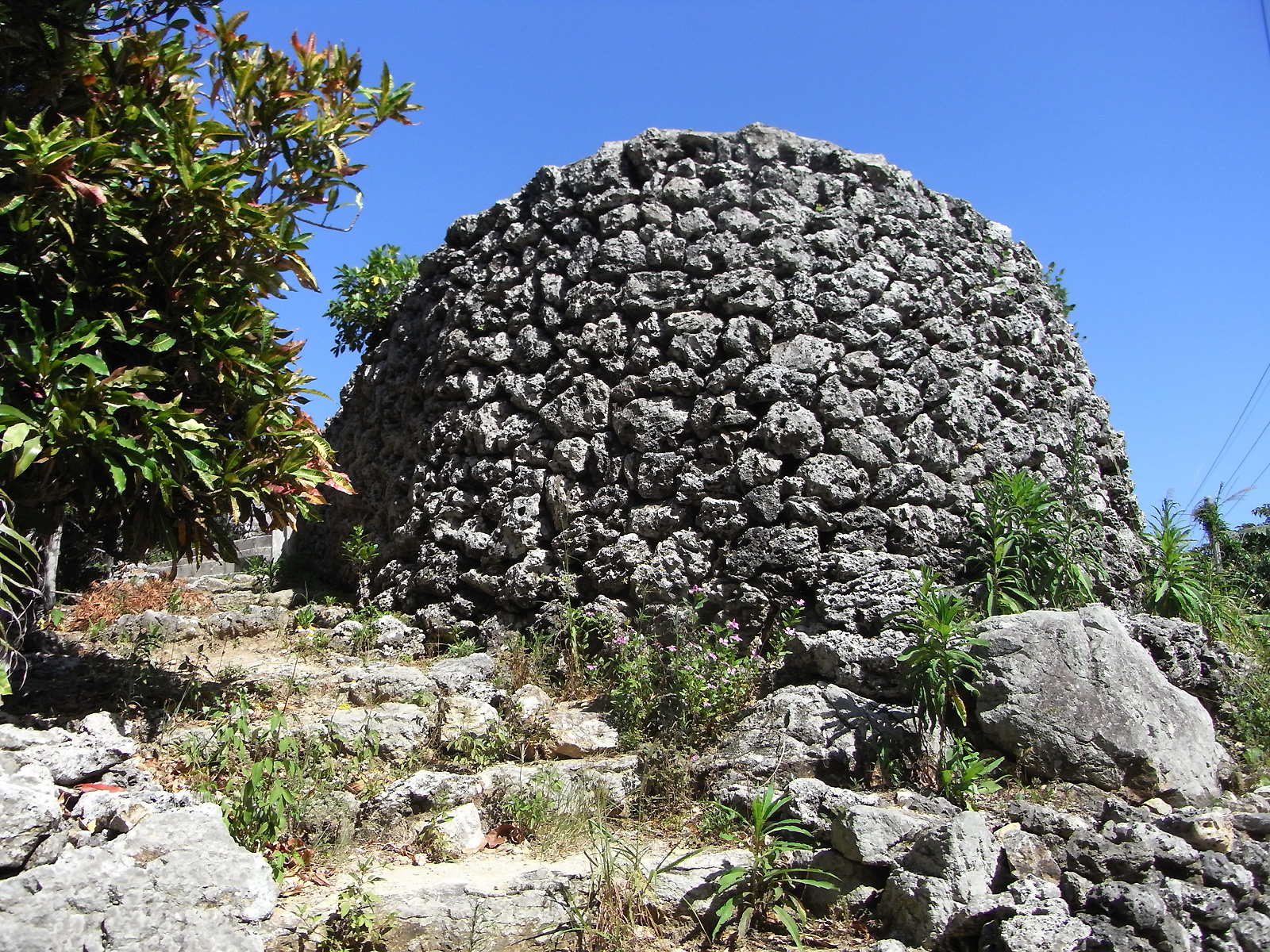
クスクムイ（小城盛）（竹富島）

先島諸島火番盛（さきしましょとうひばんむい）は、沖縄県先島諸島（宮古諸島及び八重山諸島）の島々に点在する遠見番所群である。2007年（平成19年）3月23日に13の島（2市2町1村）の18箇所が国の史跡に指定された。また、2014年（平成26年）3月18日に大神島（宮古島市）の大神島遠見台が追加指定され、対象は14の島（2市2町1村）の19箇所となった。

## 概要
地理的に中国に最も近い位置にある先島諸島では、1644年頃に、琉球王国を付庸国としていた薩摩藩の要請によって遠見番所が設置された。のろしのための火を燃やして監視にあたったことから、先島諸島では火番盛と呼ばれる。火番盛では、中国への進貢船の航海状況や異国船の到来を監視し、のろしを上げて各地の火番盛伝いに番所や蔵元に通報し、琉球王府へ知らせた。
日本の南西端に位置する先島諸島の歴史的な位置づけを今日に伝える史跡である。

## 火番盛の一覧
宮古諸島
- 池間遠見 - 池間島（宮古島市）[7]
- 狩俣遠見 - 宮古島（宮古島市）[7]
- 島尻遠見 - 宮古島（宮古島市）[7]
- 砂川遠見（トゥンカイフツイス） - 宮古島（宮古島市）[7]
- 来間遠見 - 来間島（宮古島市）[7]
- 大神島遠見台 - 大神島（宮古島市）[4]
- 宮古遠見 - 多良間島（宮古郡多良間村）[8]
- 八重山遠見 - 多良間島（宮古郡多良間村）[9]
- 水納遠見（宮古遠見） - 水納島（宮古郡多良間村）

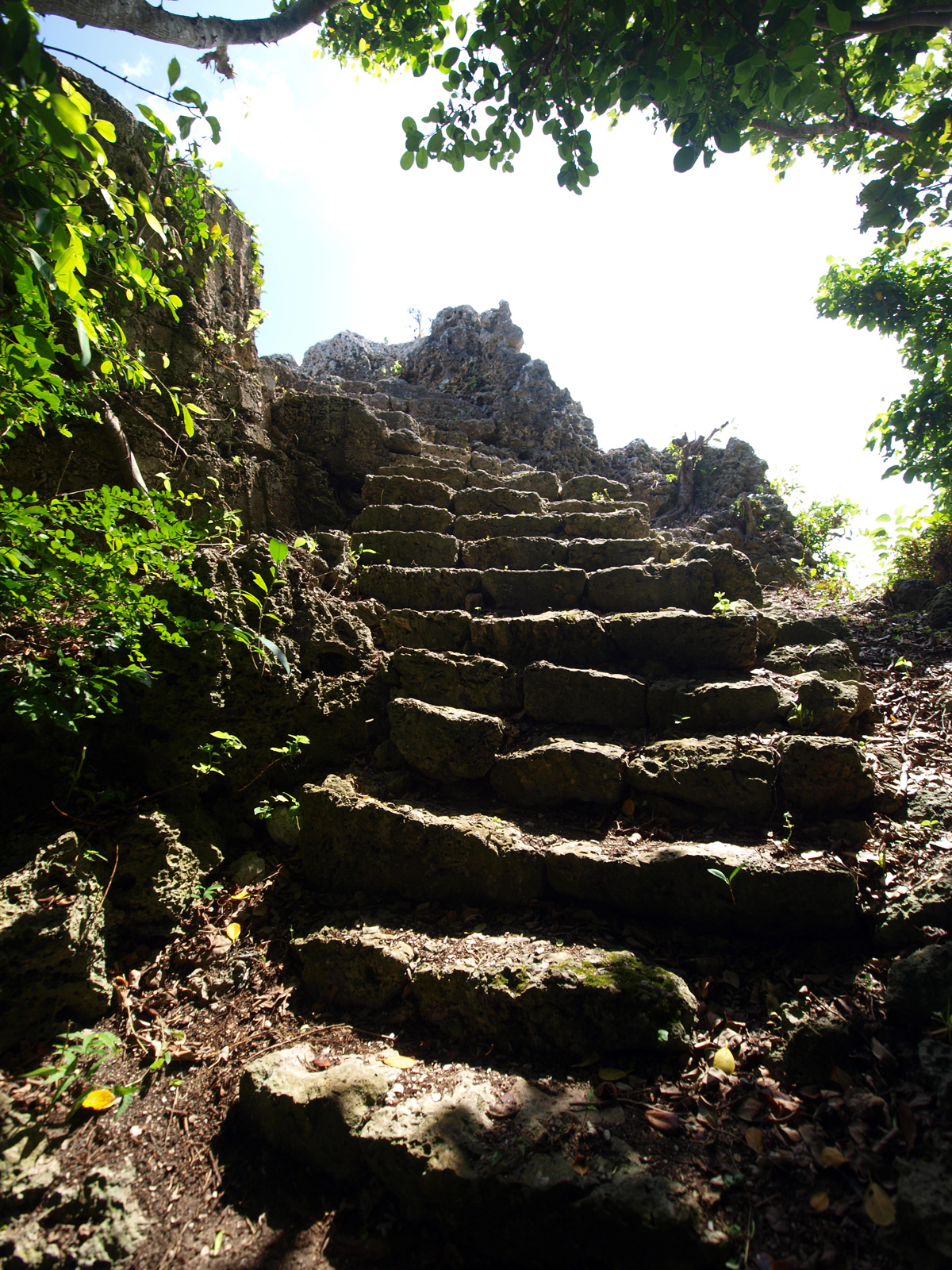
池間遠見（池間島）
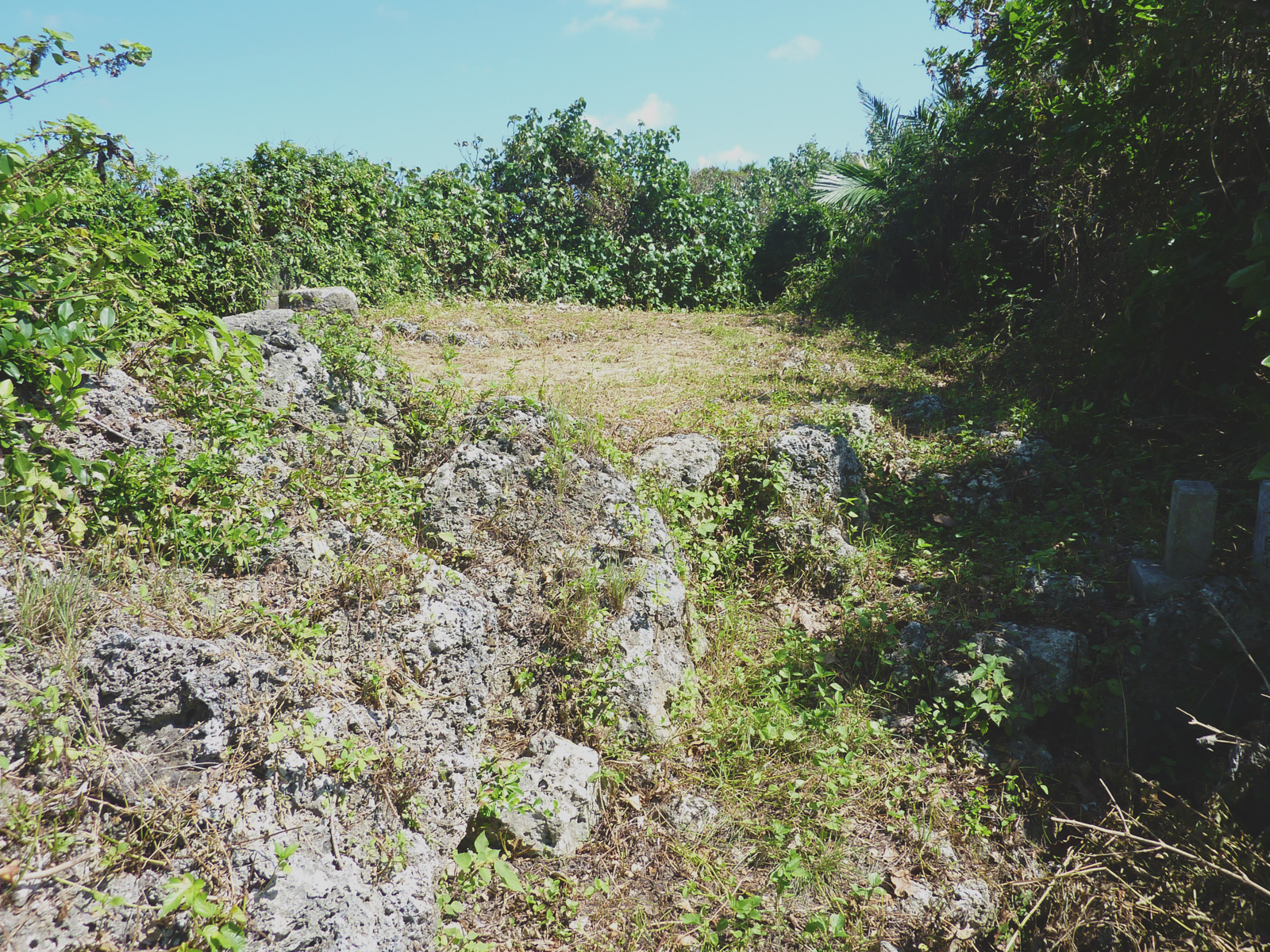
狩俣遠見（宮古島）
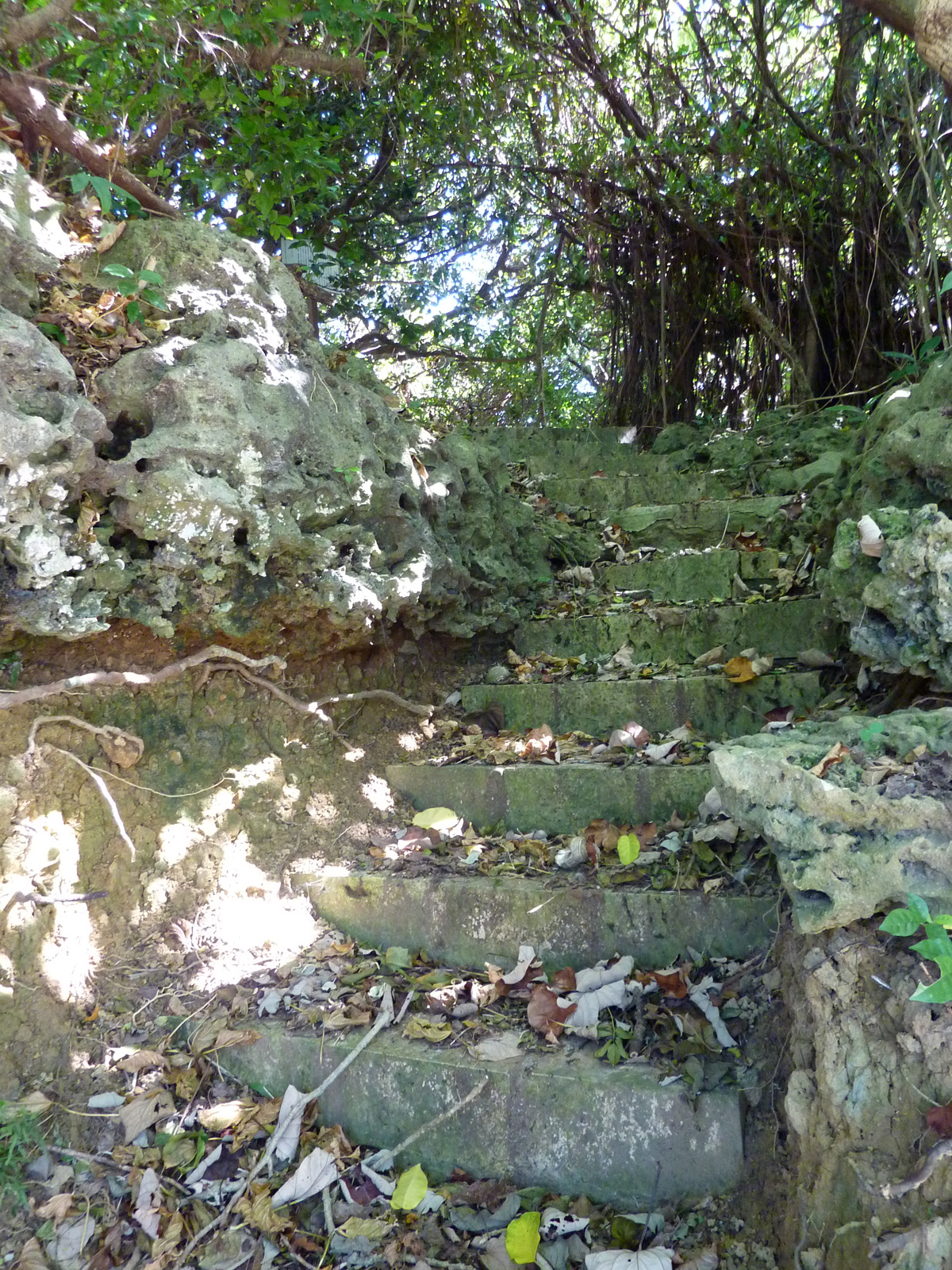
島尻遠見（宮古島）
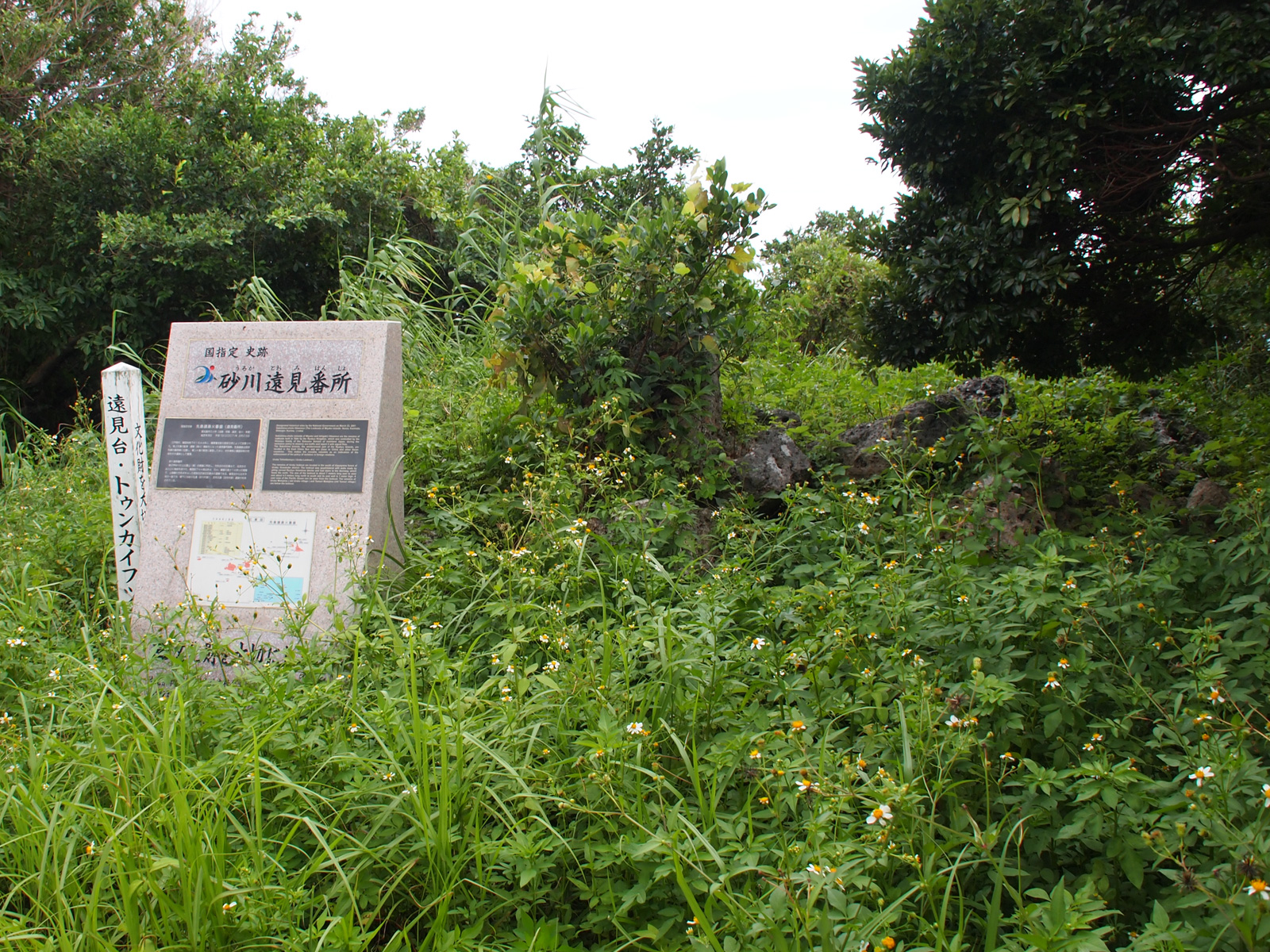
砂川遠見（トゥンカイフツイス）（宮古島）
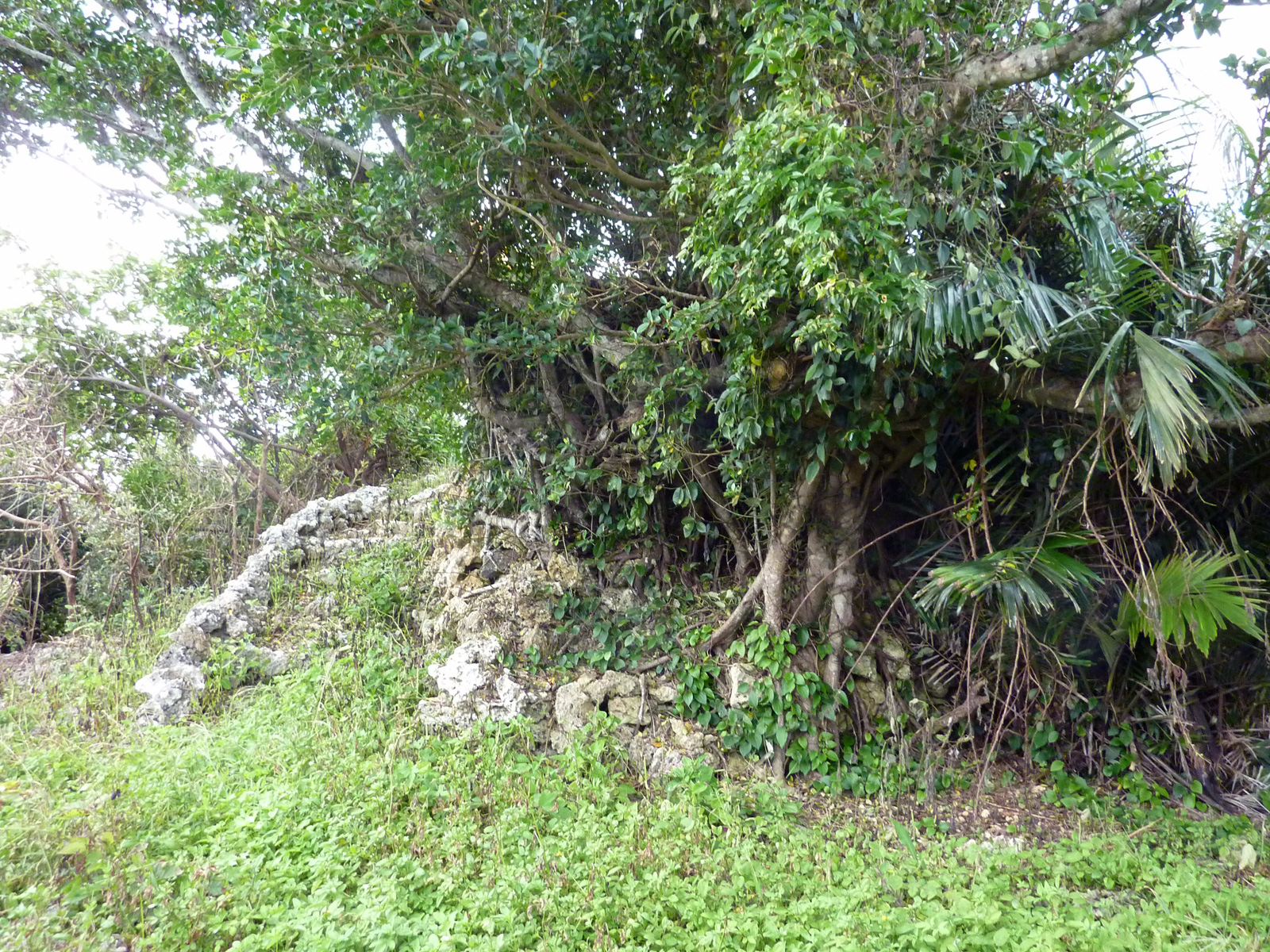
来間遠見（来間島）
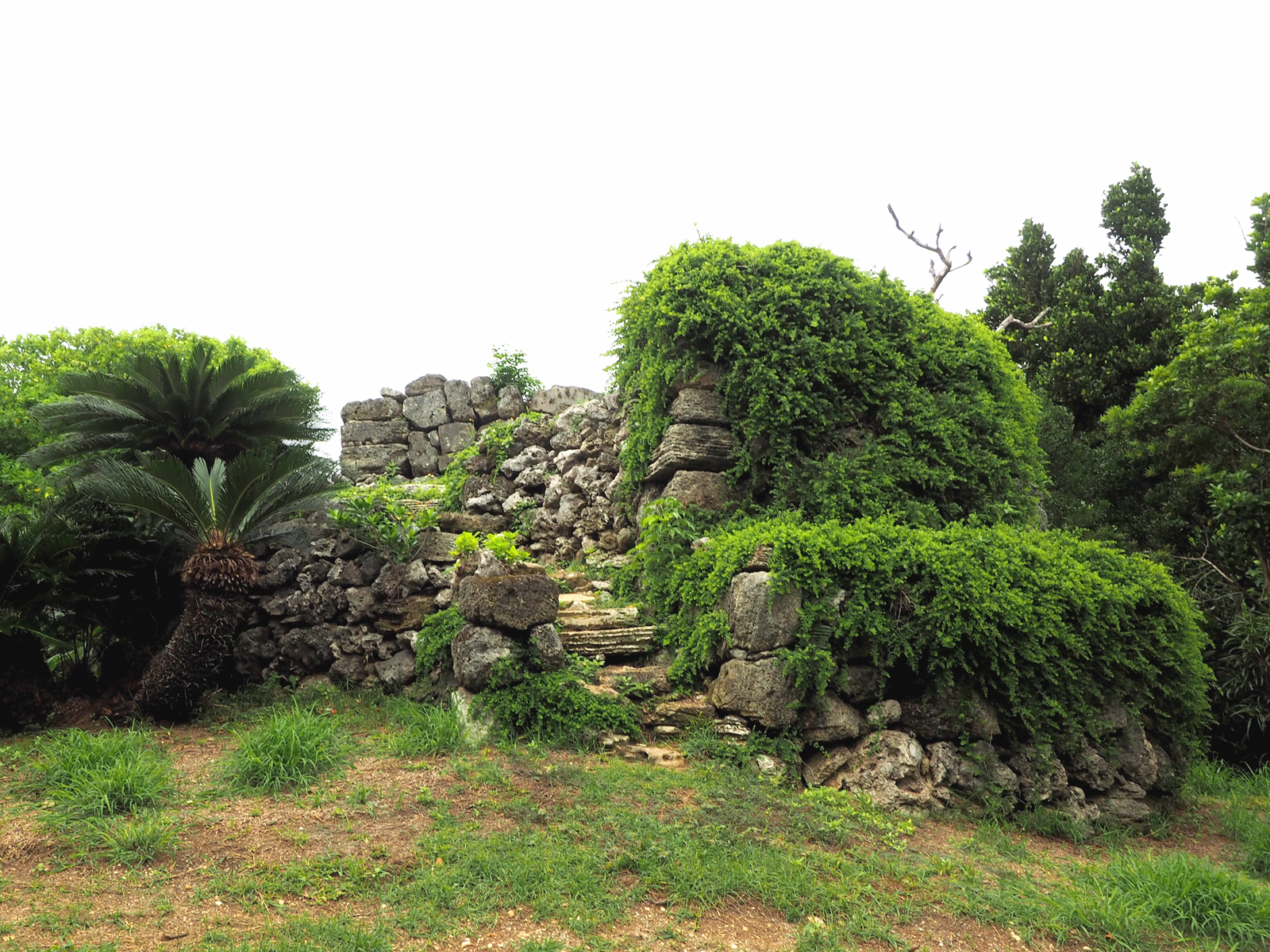
八重山遠見（多良間島）

八重山諸島
- 平久保遠見台 - 石垣島（石垣市）[10]
- 川平火番盛 - 石垣島（石垣市）[10]
- クスクムイ（小城盛） - 竹富島（八重山郡竹富町）
- プズマリ - 黒島（八重山郡竹富町）
- タカニク - 新城島（上地島）（八重山郡竹富町）
- 中森（波照間ムリ） - 新城島（下地島）（八重山郡竹富町）
- コート盛 - 波照間島（八重山郡竹富町）
- 中森 - 鳩間島（八重山郡竹富町）
- 大岳 - 小浜島（八重山郡竹富町）
- ダティグチディ - 与那国島（八重山郡与那国町）

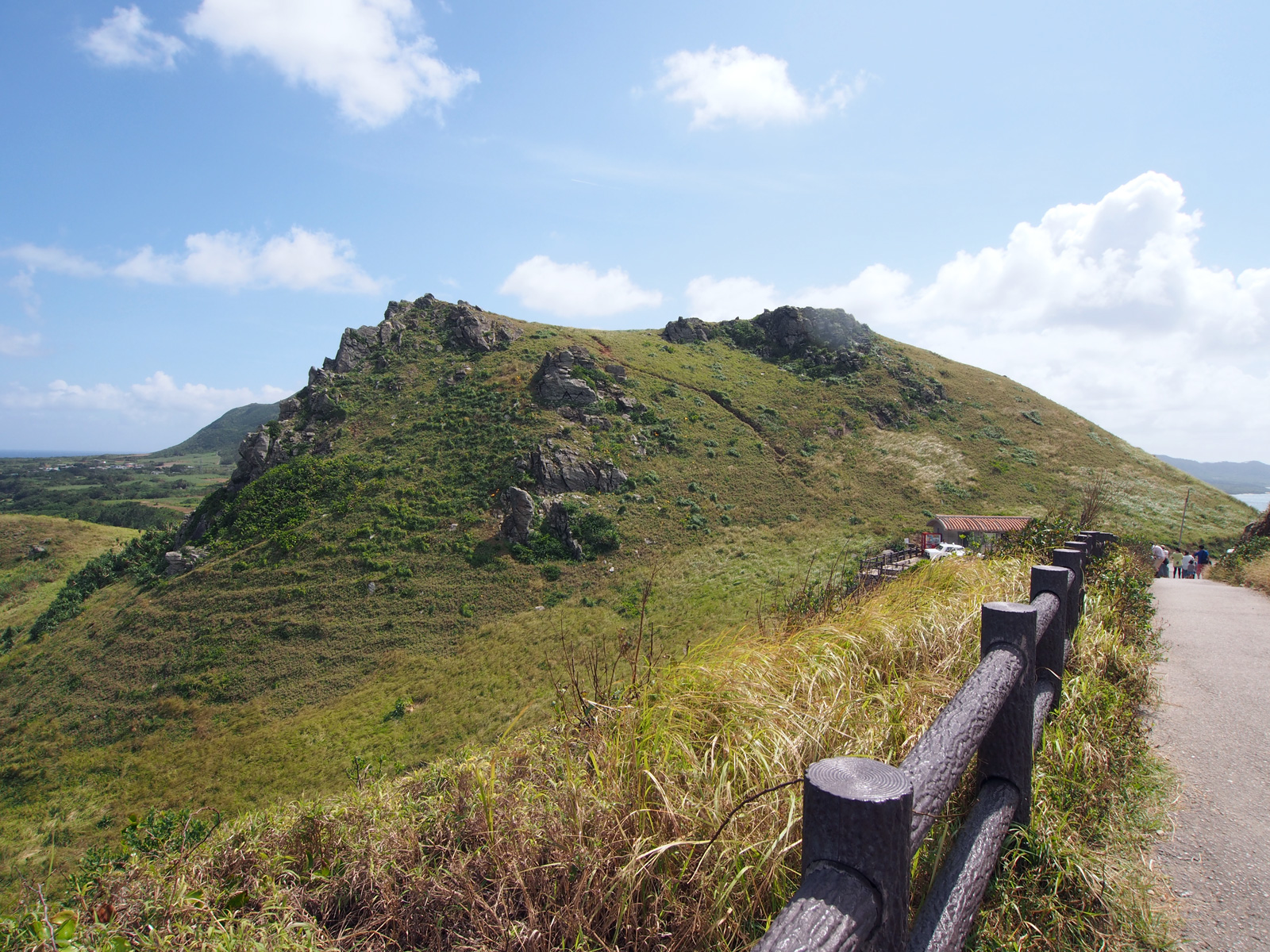
平久保遠見台（石垣島）
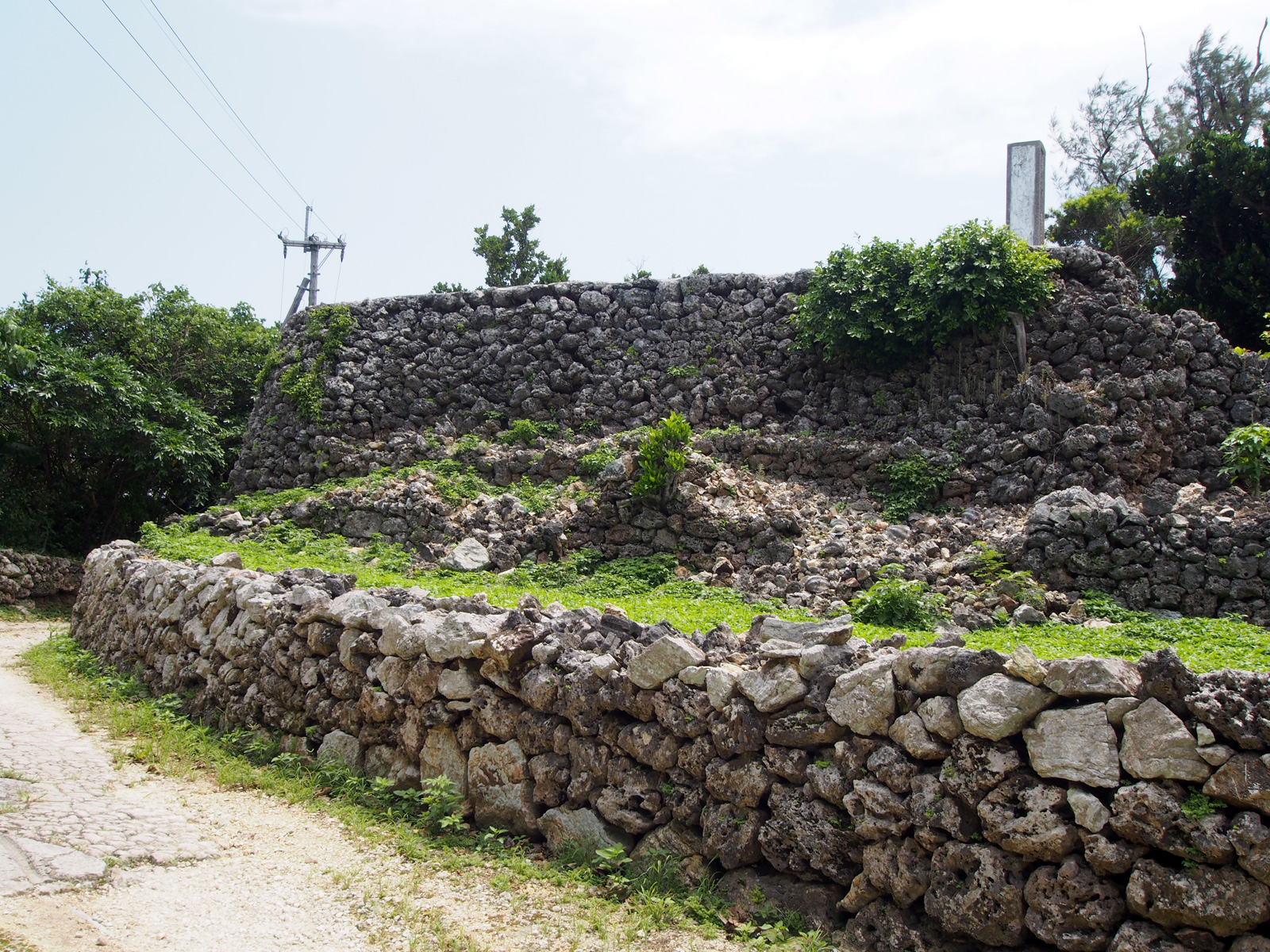
クスクムイ（小城盛）（竹富島）
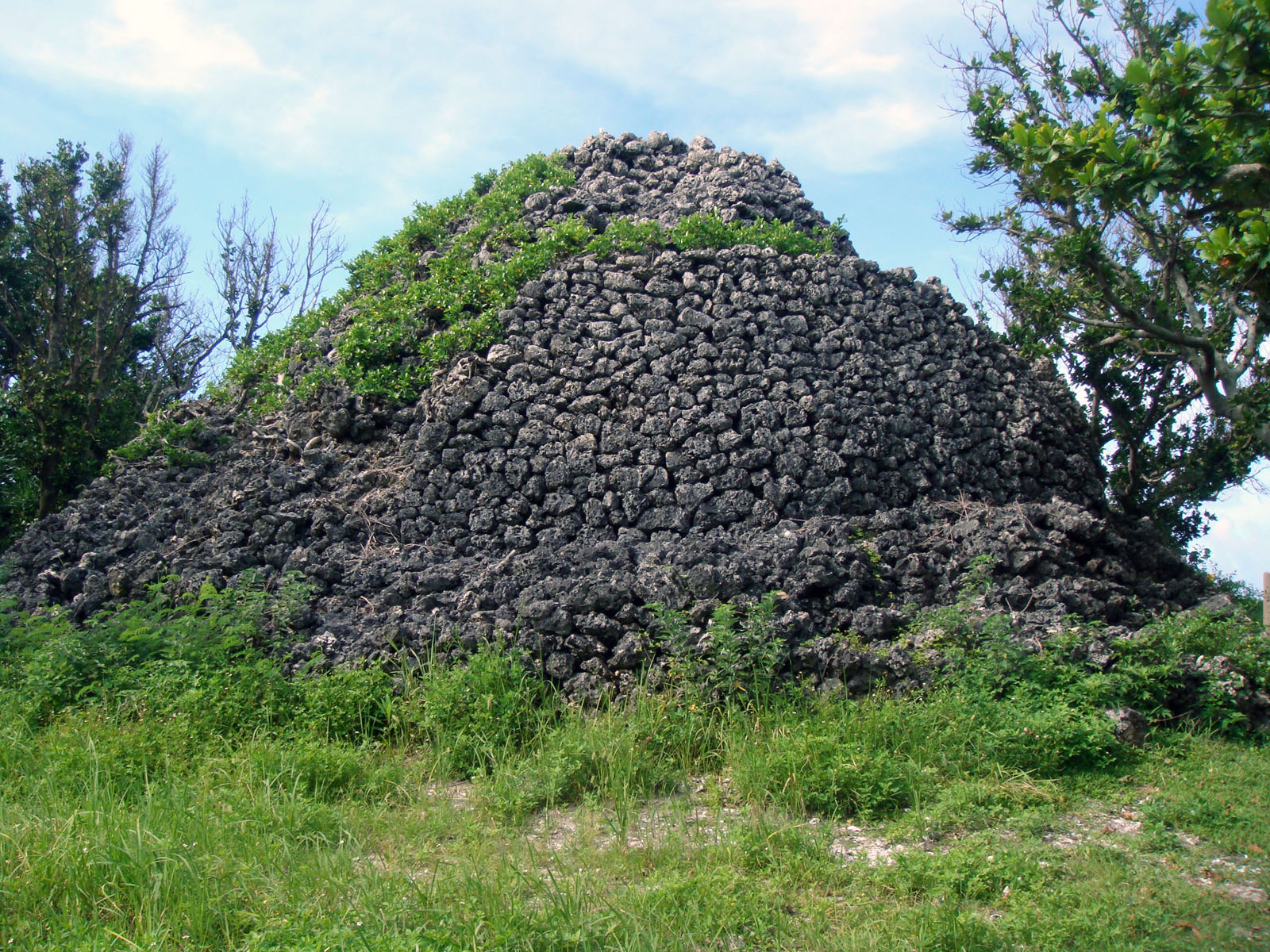
プズマリ（黒島）
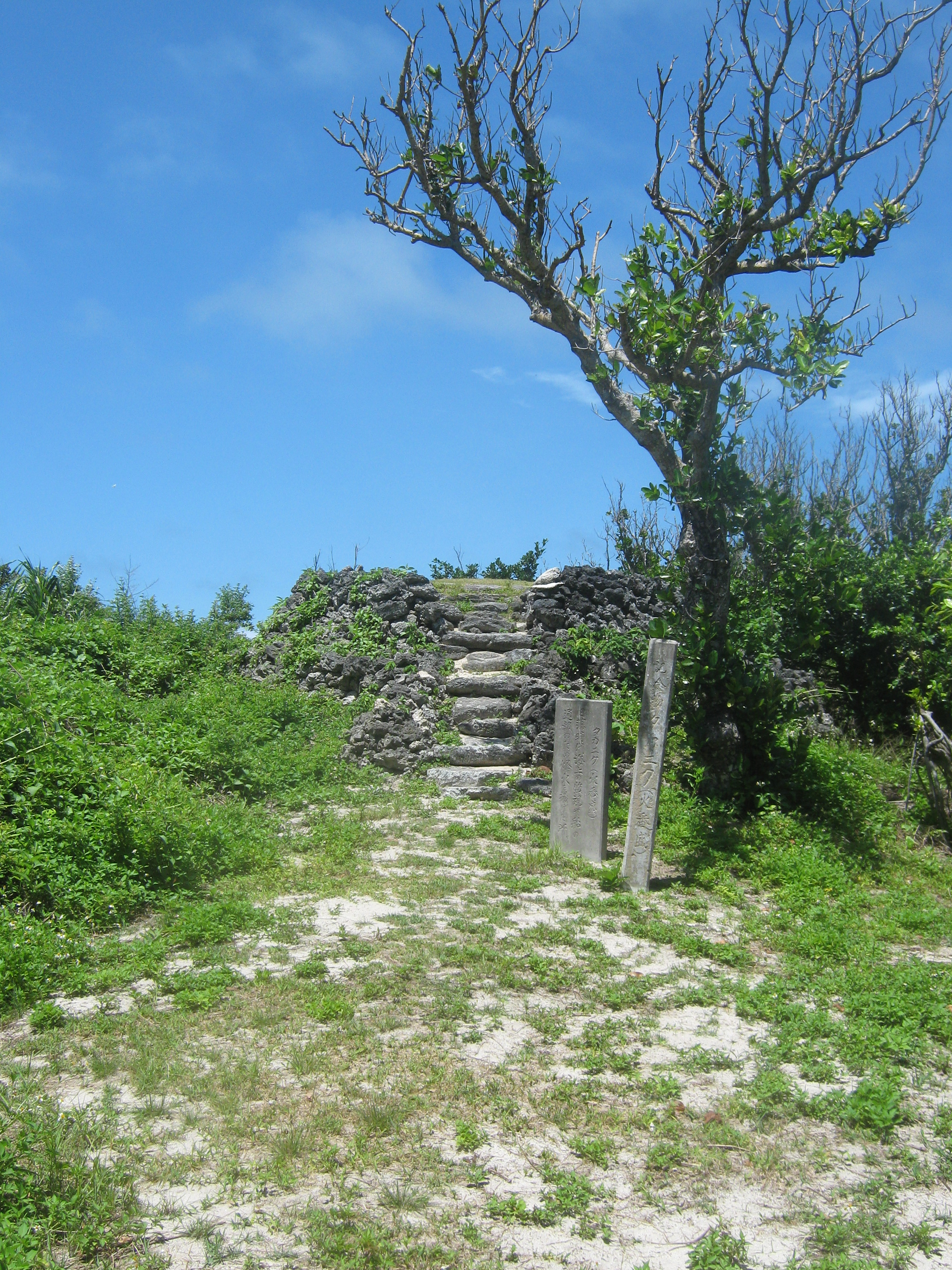
タカニク（新城島（上地島））
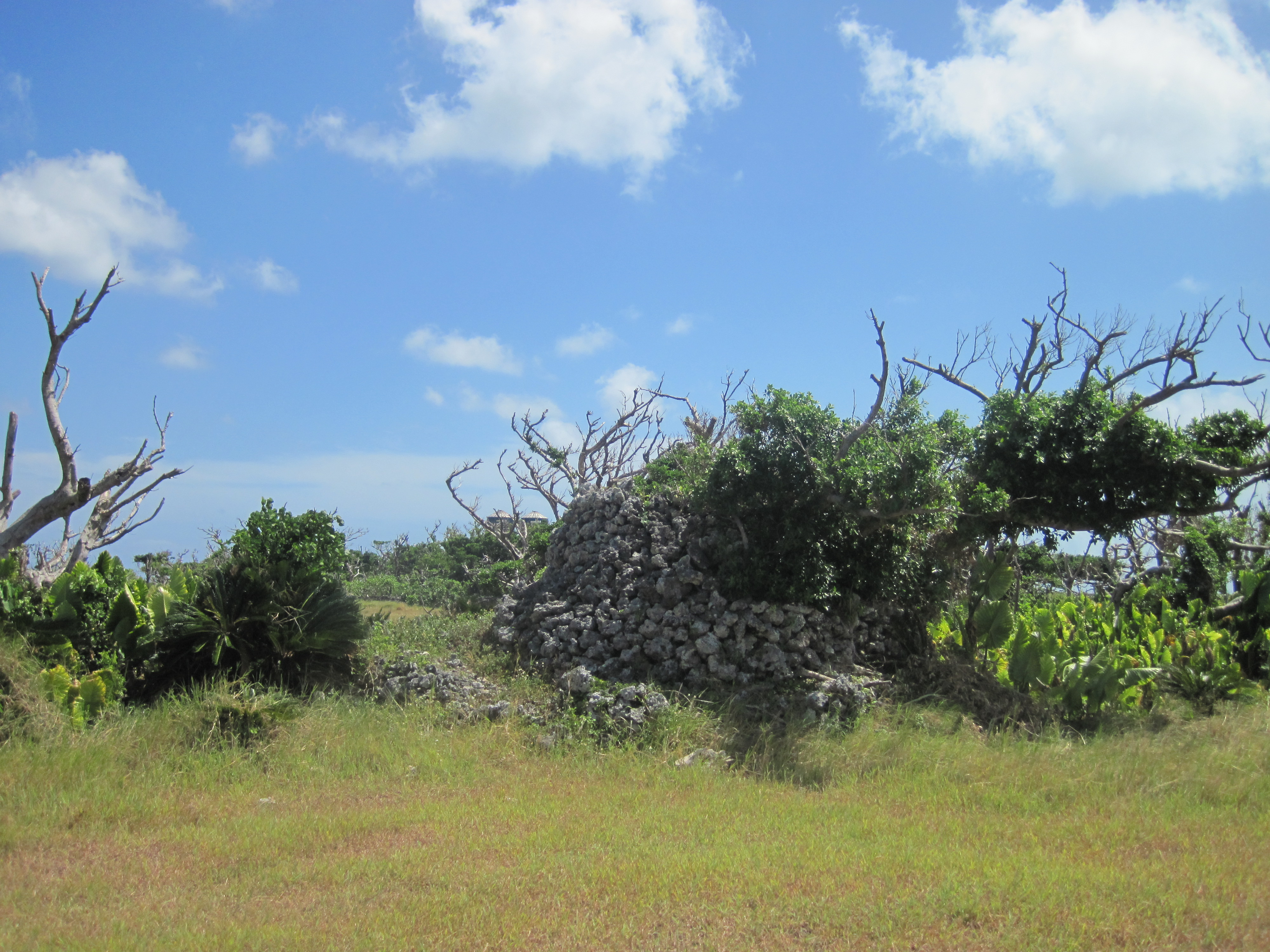
中森（波照間ムリ）（新城島（下地島））
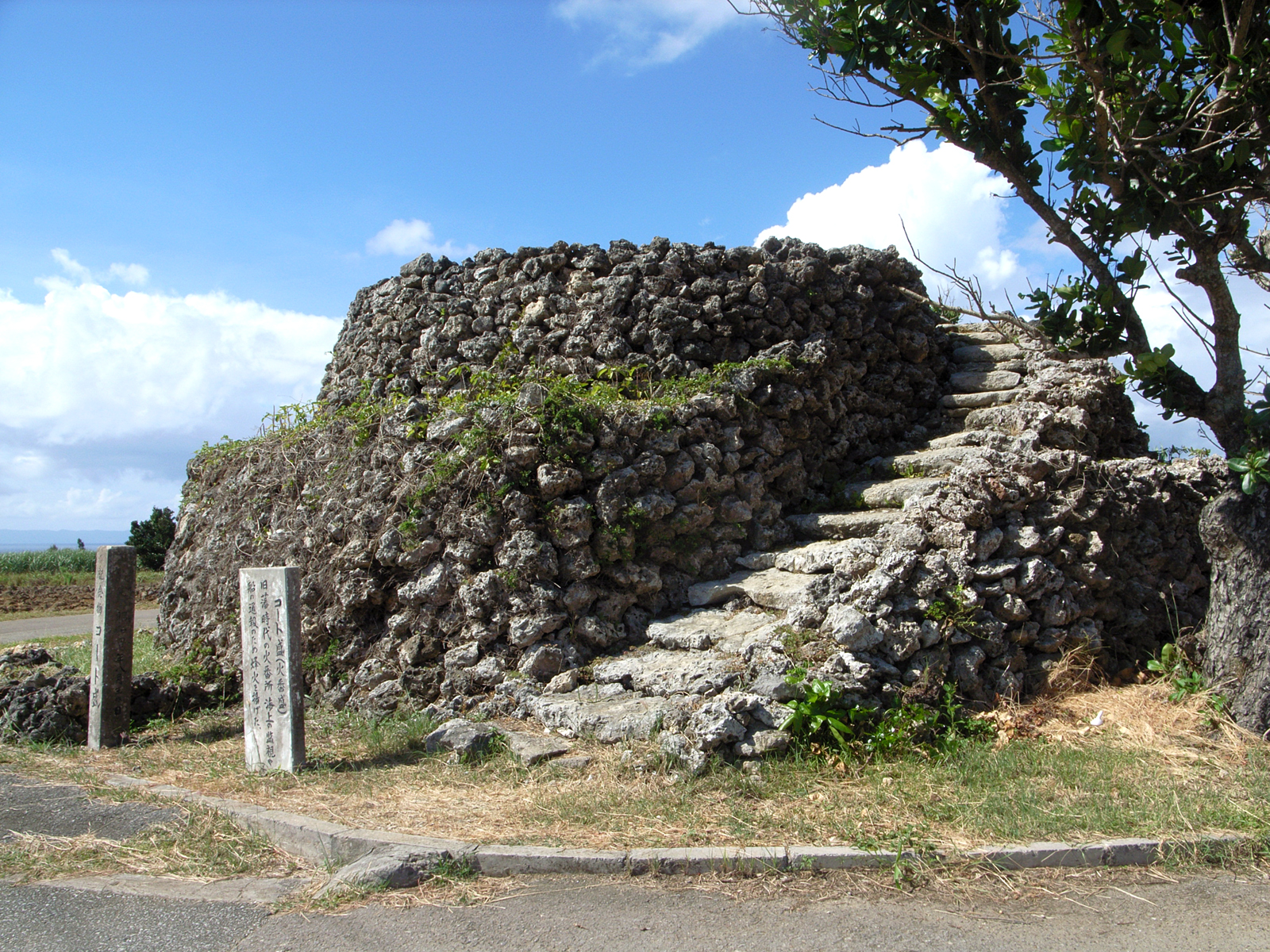
コート盛（波照間島）
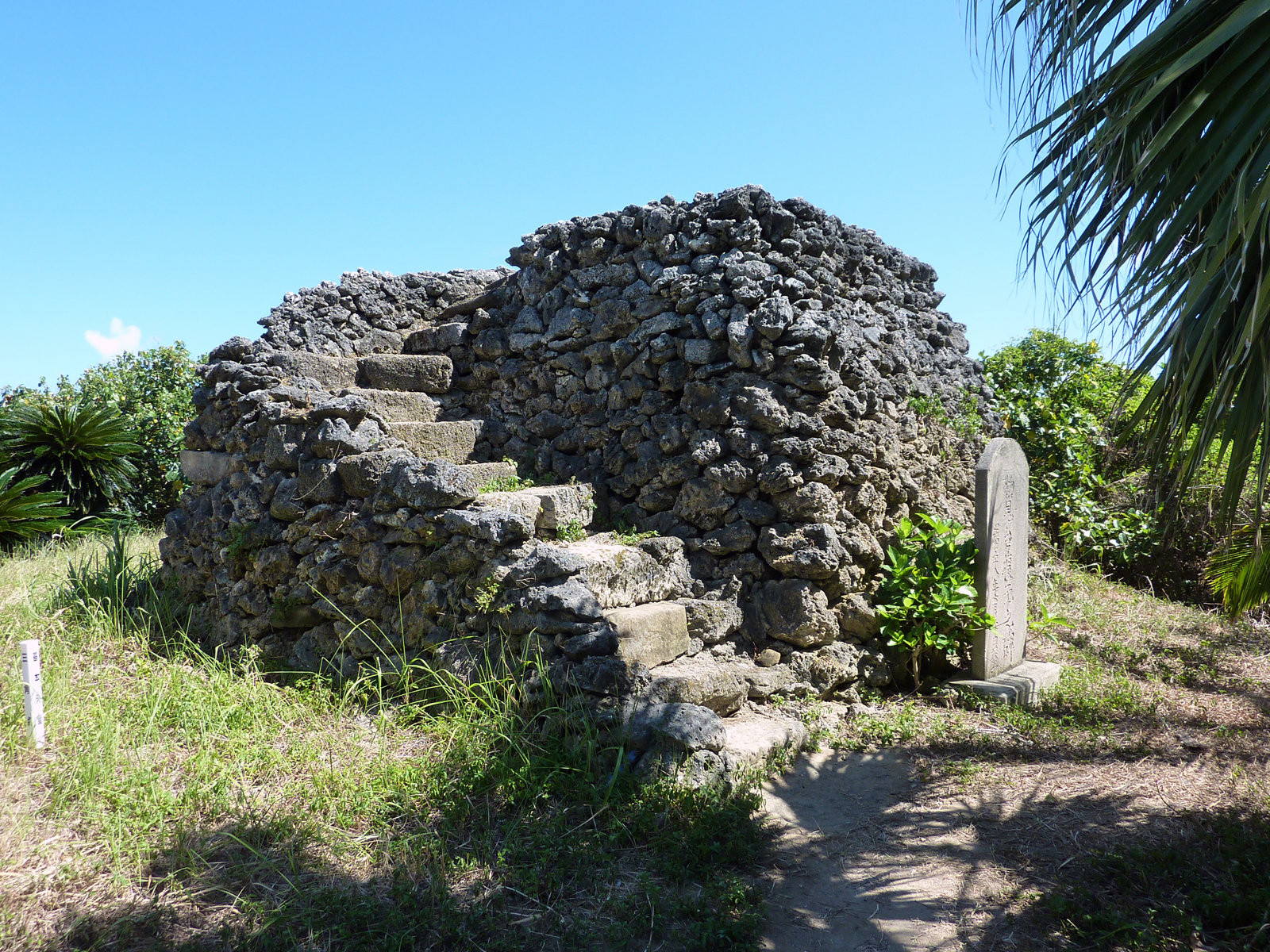
中森（鳩間島）
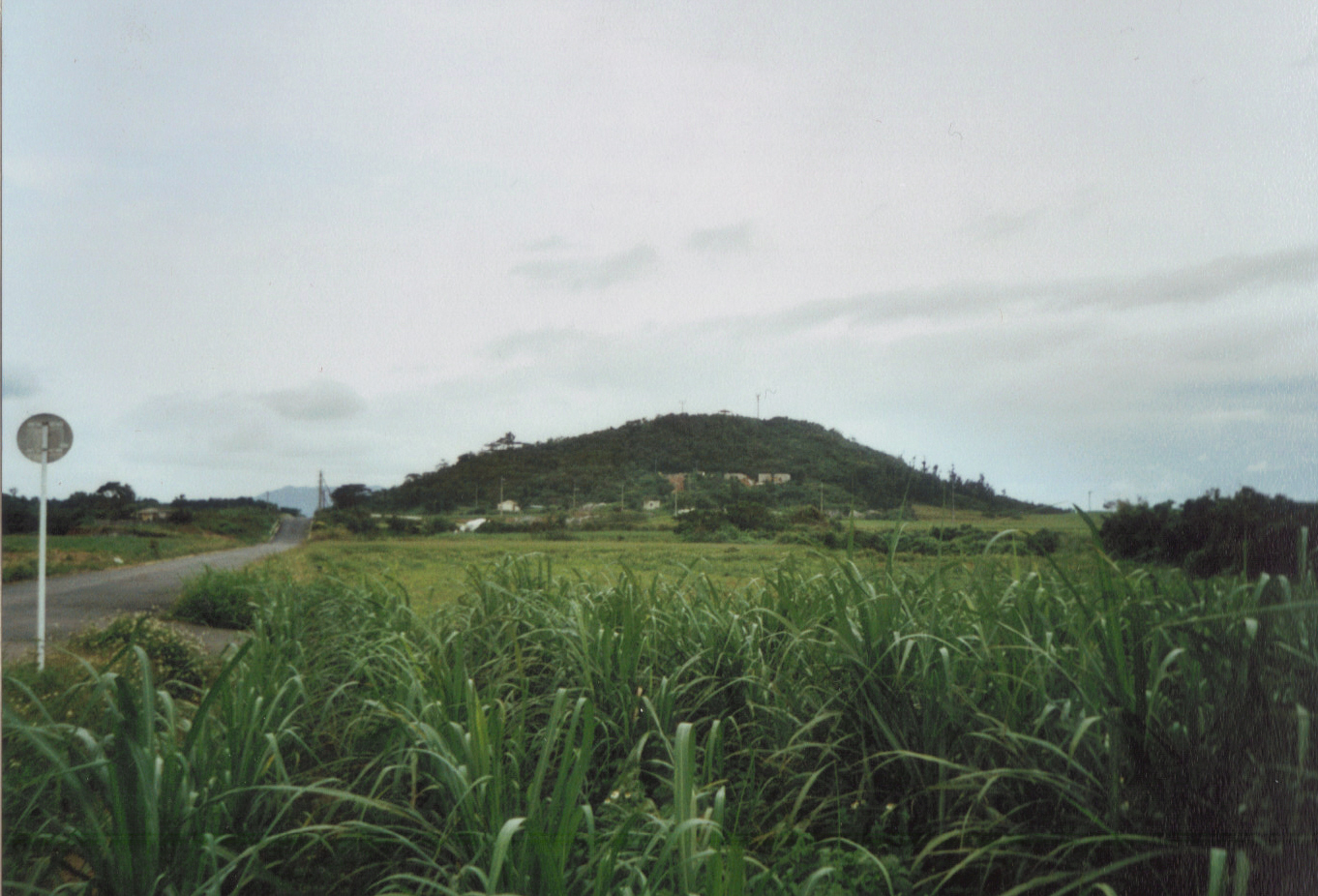
大岳（小浜島）

## のろしの再現
この火番盛が国の史跡に指定されたことを記念して、2007年11月8日に竹富町教育委員会の主催により、「のろしリレー」と称して、竹富町内の7つの火番盛でのろしを再現・検証する試みが行われた。リレーのコース（伝達順序）は以下の二つ。
- 波照間島→新城下地島→新城上地島→黒島→竹富島→石垣島
- 鳩間島→小浜島→竹富島→石垣島

雨天のため、波照間島（コート盛）及び鳩間島（鳩間島）の狼煙は確認できなかったが、多くの場所で肉眼で狼煙が確認できた。